# Miroslav Válek
Miroslav Válek (17. července 1927 Trnava – 27. ledna 1991 Bratislava) byl slovenský básník, publicista, překladatel, spisovatel, autor literatury pro děti a mládež, československý politik Komunistické strany Slovenska, poslanec Sněmovny národů Federálního shromáždění a Slovenské národní rady a dlouholetý ministr kultury Slovenské socialistické republiky za normalizace.

## Biografie
Pocházel z úřednické rodiny a své vzdělání získal v Trnavě a v letech 1947–1949 v Bratislavě na Vysoké škole obchodní, kterou ale nedokončil. V letech 1949-1963 pracoval jako redaktor ve vícero časopisech (Slovenský roľník, Týždeň, Družstevný obzor) a nakonec se stal šéfredaktorem časopisu Mladá tvorba. V roce 1962 vstoupil do Komunistické strany Československa. V letech 1966–1967 vedl časopis Romboid a zároveň zastával funkci tajemníka Svazu slovenských spisovatelů, později v letech 1967–1968 byl jeho předsedou.
V červnu 1967 se zúčastnil 4. sjezdu Svazu československých spisovatelů, na kterém převládaly výrazně kritické referáty ohledně kulturní a politické situace v Československu. Válek ale spolu s některými dalšími umělci podepsal prohlášení, které pak přednesl sjezdu, ve kterém vyzval, aby se na sjezdu neřešily politické záležitosti. 20. dubna 1968 opustili Válek a Vojtech Mihálik redakci listu Kultúrny život se zdůvodněním, že časopis jednostranně prezentuje arabsko-izraelskou šestidenní válku ve prospěch Izraele. Historik Jan Rychlík ale za rezignací spatřuje spíše pocit izolovanosti, které oba čelili pro svůj nesouhlas se začínajícím reformním hnutím pražského jara.
Aktivně se angažoval i v politice. V letech 1968-1989 se uvádí jako účastník zasedání Ústředního výboru Komunistické strany Slovenska. Od roku 1969 byl členem ÚV i předsednictva ÚV KSS. Zastával také posty v celostátní komunistické straně. XIV. sjezd KSČ ho zvolil za člena Ústředního výboru Komunistické strany Československa. V této funkci byl potvrzen na dalších sjezdech KSČ (XV. sjezd KSČ, XVI. sjezd KSČ a XVII. sjezd KSČ). V listopadu 1969 byl i členem předsednictva ÚV KSČ.
Válek působil v letech 1969-1988 jako ministr kultury Slovenské socialistické republiky ve vládě Štefana Sádovského a Petera Colotky, druhé vládě Petera Colotky, třetí vládě Petera Colotky, čtvrté vládě Petera Colotky a vládě Colotky, Ivana Knotka a Pavola Hrivnáka. Slovenským ministrem kultury byl po dobu 20 let až do prosince 1988, kdy rezignoval. Po odchodu z ministerské pozice zastával krátce do konce roku 1989 funkci předsedy Svazu československých spisovatelů v Praze.
Trvale zasedal také v zákonodárných sborech. Ve volbách roku 1971 zasedl do slovenské části Sněmovny národů (volební obvod č. 129 – Žilina, Středoslovenský kraj). Ve Federálním shromáždění setrval do konce funkčního období, tedy do voleb roku 1976. Ve volbách roku 1976 se potom stal poslancem Slovenské národní rady. Mandát získal i ve volbách roku 1981 a volbách roku 1986. Na funkci poslance rezignoval v lednu 1990 v důsledku procesu kooptace nových poslanců po sametové revoluci.
Ve funkci ministra se snažil zmírnit dopad normalizace na slovenskou kulturu. Na rozdíl od českých zemí nedošlo na Slovensku k masivnímu a totálnímu vyloučení reformistických literátů. Jako ministr kultury Slovenské socialistické republiky ovšem osobně dozoroval zásah totalitních policejních složek proti shromáždění na „bratislavský velký pátek“ (tzv. Sviečková manifestácia) 25. března 1988. Miroslav Válek nesouhlasil se zásahem bezpečnostních složek proti demonstraci a rozhodl se rezignovat na svou funkci, k čemuž došlo na podzim 1988.

## Tvorba
Svoje první literární pokusy začal uveřejňovat v letech 1946-1948 v trnavském čtrnáctideníku Plamen. Zde mu vyšla řada lyrických básní, prozrazujících jeho nesporný literární talent. V březnu 1948 uveřejnil prozaickou práci Obyčejná příhoda, která byla odměněna IV. cenou novelistické soutěže Plamene 1947. Při této příležitosti napsal v Plameni o sobě mimo jiné toto: „Začínal som v Plameni, ale nechcel by som tam skončiť. Táto rozprávka, to bol môj prozaický debut. Ak ste si všimli, viete, že väčšinou sa pokúšam písať básne.“.
Ve své tvorbě se věnoval mj. milostným básním, ve kterých vyjadřoval hravou ironii i sebeironii, využíval motivy zklamání a zrady, ale jeho hlavním zájmem vždy zůstával člověk jako jednotlivec a jeho pocity. I když byla jeho poezie často autobiograická, nebyla nikdy subjektivistická, ale měla širokou nadosobní platnost. Zůstával na míle vzdálen od jakékoliv sentimentality, či banálního komentování událostí, neboť se vědomě stranil naivních, povrchních a jednoznačných analýz. Přirozeným prostředím jeho básní byl prostor mezi tušeným a skutečným. Také svérázně navazoval na tradice slovenské literární moderny (poetismus, nadrealismus). Vliv na jeho tvorbu měla jak díla Ivana Kraska, Laca Novomeského, tak i Jiřího Wolkera, Sergeje Alexandroviče Jesenina, Guillauma Apollinaira a dalších básníků slovenské a světové literatury.
Jeho tvorba se dostala po nějakou dobu do útlumu, a to až do jeho 32 let, kdy mu v roce 1959 vyšla jeho první sbírka básní Dotyky a po ní další čtyři. Poté nastalo další období útlumu, zapříčiněné jak vývojem doby tak i jeho značným politickým vytížením. Vydal poému Slovo a začal se věnovat také literatuře pro děti a mládež. Jeho básně určené dětským čtenářům byly plné uvolněné hravosti, dětského vnímání, neotřelého osobitého humoru, který místy přecházel do jemné ironie. Proto i při svém nevelkém rozsahu patří tato část jeho tvorby k uměleckým vrcholům moderní slovenské poezie pro děti. Válek spolu s Milanem Rúfusem významně přispěl k překonání schematismu v slovenské literatuře.
Kromě vlastní tvorby se věnoval též překládání světové poezie z francouzštiny (Paul Verlaine), němčiny (Rainer Maria Rilke), polštiny (Julian Tuwim), češtiny (Vítězslav Nezval) či ruštiny (Andrej Vozněsenskij). Jeho díla a výběry z jeho děl vyšly přeložené do mnoha cizích jazyků (ruština, čeština, polština, bulharština, ukrajinština, moldavština, kazaština, makedonština, běloruština, španělština, řečtina, maďarština, italština, finština, němčina) a byla publikována v zahraničních časopisech a antologiích. Jeho knihy pro děti vyšly ve Velké Británii, Spojených státech amerických, Bulharsku, Německu, Finsku, Řecku, Maďarsku, Polsku, Rusku a na Ukrajině.

## Kulturní politika a názory na kulturu a umění
Podle Lukáša Perného Miroslav Válek (podobně jako Vladimír Mináč v oblasti filozofie dějin), navázal v oblasti kulturní politiky na ideje a dílo Ladislava Novomeského a davisty. To připomína také Stanislav Šmatlák: „...analogie Novomeský – Válek je frapantní, (...) sotva ji lze přijímat jako fenomén čistě náhodný...“ S Novomeským se sblížil (podle E. Londákové) ve Svazu slovenských spisovatelů. Novomeského Válek politicky podpořil, když spolu s ním a Mihálíkem demonstrativně opustili redakční radu Kulturního života pro její protiarabskou a proizraelskou orientaci (na této straně stál v té době např. spisovatel Mňačko) a společně obnovili časopis Nové slovo. Válek, Novomeský a Mihálik upřednostňovali federalizaci před demokratizací (demokratizace byla totiž zároveň podle jejich pozice spojena s českým centralismem).
Válek nebyl pouze básník, ale také filozof socialistické kultury a kulturní politiky. Napsal celý řad esejí o smyslu kultury, umění, poezie i na jiná témata. Kulturu definoval podle Marxe jako „soubor materiálních a duchovních hodnot vytvořených lidstvem v procesu historického vývoje.“ Za hlavní atributy kulturní politiky Válek považuje zásadovost, trpělivost a velkorysost. Úkolem umění by mělo být zprostředkování katarzního momentu, který se prostřednictvím subjektivní výpovědi objektivizuje. Slovy Šmatláka, „středobodem básníkovy pozornosti je člověk, konkrétní člověk mezi lidmi, strůjce i oběť osudové ambivalentní situace světa“. O smyslu poezie Válek hovoří v kontextu její „existenčního oprávnění“ a podle něj má význam jen tehdy, „pokud něčím přispívá k ozřejmění vztahu člověka a světa, světa a člověka“ .
Za Válkové éry ministra kultury (1969 – 1988) se vydávala slovenská literární klasika, zfilmovala se díla světové, ale i slovenské literatury, rozvíjelo se divadlo, hudba, fotografie, sport, rekreace, kroužky. Jen v roce 1975 vznikla čtyři profesionální divadla, kina s více než 110 tisíci sedadly, vznikly knihovny, kulturně-výchovná zařízení a družstevní kluby. V roce 1960 bylo jen na území západního Slovenska 694 osvětových domů a besed, v roce 1975 až 808. Kulturních akcí se zúčastnilo 1,9 milionu účastníků, přednáškových cyklů 90 tisíc absolventů. Galerie v roce 1975 uspořádaly 57 výstav, které navštívilo 146 tisíc zájemců. Muzea v témže roce navštívilo 677 tisíc osob. Astronomických kroužků se zúčastnilo 2 000 mladých lidí. Válek zachránil před zákazem skupinu Collegium Musicum (podle Pastirčáka právě Válek chránil jak Vargu, tak i jiné rebely v kultuře; Hammel připomíná, jak Válek koupil Vargovi Hammond), spolupracoval i s Dežem Ursinym (ten zase zhudebnil jeho poezii). Jak uvádí Jana Nemčeková, svou funkci Miroslav Válek „využil na pomoc…např. Rudolfu Slobodovi a Ilji Zelenkovi ... a osobně se angažoval za větší uměleckou volnost slovenské divadel či za vznik Literárního týdeníku, který otevřel prostor na v těch dobách nevídanou politickou diskusi“.
Posledním Válkovým politickým komentářem byl text ve slovenském Literárním týdeníku dne 25. listopadu 1988, kde prohlásil, že reálný socialismus, ať už stalinského nebo pozdějšího ražení, „přinesl hlubokou diskontinuitu vůči historické skutečnosti“ a že šlo o „doktrinářství, které nás přišlo draze“. Na funkci ministra kultury rezignoval s platností ke konci roku 1988, zejména v důsledku svého dohledu nad policejním zásahem proti tzv. Svíčkové manifestaci. Ve filmu Válek mnozí svědci potvrdili, že s tímto zásahem vnitřně nesouhlasil.

## Ocenění
- 1966 – laureát státní ceny Klementa Gottwalda
- 1972 – vyznamenání Za zásluhy o výstavbu
- 1974 – Pamětní medaile k 30. výročí osvobození ČSSR Sovětskou armádou
- 1975 – zasloužilý umělec
- 1977 – národní umělec
- 1977 – nositel Řádu práce[5]
- 2019 – čestné občanství města Trnava

## Dílo
Básnické sbírky
- 1959 – Dotyky
- 1961 – Príťažlivosť
- 1963 – Nepokoj
- 1965 – Milovanie v husej koži
- 1973 – Súvislosti
- 1976 – Slovo
- 1977 – Z vody
- 1977 – Zakázaná láska
- 1983 – Básne (souborné vydání)

Zhudebněné básně
- Miroslav Žbirka – Jesenná láska
- Pavol Hammel – Smutná ranná električka
- Pavol Hammel – Po písmenku
- Dežo Ursiny – Slovo

Díla pro děti a mládež
- 1959 – Kúzla pod stolom
- 1960 – Pozrime sa do prírody, kto osoží a kto škodí
- 1961 – Kde žijú vtáčky
- 1964 – Veľká cestovná horúčka pre malých cestovateľov
- 1970 – Do Tramtárie
- 1975 – Panpulóni (výběr)

Eseje
- 1979 – O literatuře a kultuře
- 1975 – Štyri knihy nepokoja (reedice)
- 1999 – Inšpirácie

Překlady
- 1961 – Julian Tuwim: Zázraky a divy
- 1962 – Vítězslav Nezval: Nový Figaro
- 1964 a 1980 – Andrej Vozněsenskij: Trojúhelníková hruška
- 1967 – Gennadij Ajgi: Žena zprava
- 1969 a 1977 Paul Verlaine: 2 výběry z poezie P. Verlaina
- 1968 – Rainer Maria Rilke: Písně o láske (v jazykové spolupráci s P. Hrivnákem)
- 1968 – Gregory Corso: Zmrtvýchvstání smrti (v jazykové spolupráci s J. Vilikovským)
- 1977 – Paul Verlaine: Vôňa tvojho tela
- Janis Ritsos: výběr z básní novořeckého básníka (spoluautor Vladimír Reisel)

Překlady pro děti
- 1957 – Ráj domova (český básník J. Čarek)
- 1961 – Zázraky a divy (polský básník Julian Tuwim)
- 1964 – Prvé písmená (sovětský prozaik S. Baruzdin)

Výběr z překladatelské tvorby
- 1977 – Preklady

Souborné dílo a výběry z poezie
- 1967 – Tri knihy nepokoja
- 1971 – Štyri knihy nepokoja
- 1973 – Súvislosti
- 1977 – Zakázaná láska[1]

## Filmy
- 1969 – Profily: Miroslav Válek
- 1997 – ...a slovo Básňou sa stalo
- 2018 – Válek
- 2019 – Osamelí bežci: Ideme ďalej!